# Fiat 639
Le Fiat 639 est un camion de moyen tonnage avec transmission intégrale permanente, fabriqué par le constructeur italien Fiat V.I. à partir de 1950.
Ce véhicule connaîtra deux variantes : l'une civile sous les labels 639N à 639N3, l'autre militaire sous les appellations CM50 - 52 - 55 et 56. Comme toujours en Italie, les véhicules militaires sont appelés par le code type véhicule, ici CM pour autoCarro Medio - camion moyen tonnage, et par l'année du modèle.
Le Fiat 639N reprend le robuste châssis de son aîné, le Fiat 640, mais bénéficie du nouveau moteur Fiat 364 de 6 litres de cylindrée. Il dispose de la cabine avancée Fiat dite "baffo" de première génération. Ses grandes qualités en feront un camion parmi les plus appréciés dans sa catégorie. Il restera en production plus de 15 ans.
| Modèle                                         | Années de production | Type moteur     | Cylindrée cm3 | Puissance ch DIN | PTC en tonnes |
| ---------------------------------------------- | -------------------- | --------------- | ------------- | ---------------- | ------------- |
| Fiat 639N - 4x4 Camion, châssis idem Fiat 640N | 1950 - 1952          | Fiat 364 Var. 8 | 6 032         | 72               | 8,455         |
| Fiat 639 N1 - 4x4                              | 1952 - 1955          | Fiat 364 A/50   | 6 650         | 92               | 9,9           |
| Fiat 639N2 - 4x4                               | 1955 - 1961          | Fiat 364 A/50   | 6 650         | 92               | 9,9           |
| Fiat 639N2 (4x4) Nouvelle cabine               | 1962 - 1969          | Fiat 364 A/50   | 6 650         | 92               | 11,6          |
| Fiat 639N3 (4x4)                               | 1969 - 1976          | Fiat 364 A/60   | 7 298         | 120              | 11,6          |

## Versions militaires
| Modèle                                             | Années de production | Type moteur   | Cylindrée cm3 | Puissance ch DIN | PTC en tonnes |
| -------------------------------------------------- | -------------------- | ------------- | ------------- | ---------------- | ------------- |
| Fiat 6600 CM 50 - 4x4 camion OTAN                  | 1950 - 1952          | Fiat 364.8    | 6 032         | 72               | 8,5           |
| Fiat 6601 CM 52 - 4x4 normes OTAN                  | 1952 - 1955          | Fiat 364A     | 6 650         | 92               | 9,9           |
| Fiat 6601 CM 55 - 4x4 OTAN                         | 1955 - 1976          | Fiat 364A     | 6 650         | 92               | 9,9           |
| Fiat 6601 CM 56 - 6x6 OTAN                         | 1956 - 1976          | Fiat 230.0/.1 | 10 676        | 220              | 18            |
| Fiat 639 N3 (4x4) Militaire export Nouvelle cabine | 1969 - 1976          | Fiat 364A./60 | 7 298         | 120              | 11,6          |